# Leptothorax nigritus
Leptothorax nigritus är en myrart som beskrevs av Carlo Emery 1878. Leptothorax nigritus ingår i släktet smalmyror, och familjen myror.

## Underarter
Arten delas in i följande underarter:
- L. n. nigritus
- L. n. rupestris
- L. n. saharensis
- L. n. salambo